# Ø Nonnekloster
Ø Nonnekloster, eller oprindeligt Økloster, ligger i Øland Sogn, Øster Han Herred. 
Den nøjagtige dato for opførelsen af klosteret er noget usikker, men det antages at være opført omkring år 1160-1175 af biskop Tyge fra Børglum Kloster (1145-1177) og skænket til nonnerne fra benediktinerordenen. 
I forbindelse med Økloster blev der også bygget en klosterkirke, der udgør den nordlige del af klosteret, samt et kapel som blev indviet til Skt. Laurentius. Kapellet blev efter tilladelse fra kong Frederik 2. revet ned i år 1562. Det ophørte som kloster efter reformationen i 1536, hvor kronen overtog Økloster, og fra 1573 kom det i privat eje. Fra denne tid og til i dag har Økloster været privatejet. 
I år 1573 overtog Frants Banner, søn af Erik Banner, Økloster ved mageskifte med kronen og gav Økloster navneforandring til Oxholm efter sin hustru Anna Oxe. 
Økloster, eller Oxholm som det i dag hedder, har gennem tiden gennemgået restaureringer og forandringer, så Oxholm i dag fremstår som et smukt, gammelt gods med tilhørende kirke, Oxholm eller Øland Kirke, som hører under Oxholm gods og er en af de få privatejede kirker i Danmark, hvor der afholdes gudstjenester. 

## Økloster (Oxholm) har haft følgende ejere, efter at det blev privatejet
- 1573-1575: Frants Banner
- 1575-1581: Anna Oxe Banner (Enke efter Frants Banner)
- 1581-1590: Ellen Banner (datter af Frants og Anna Oxe Banner)
- 1590-1611: Jørgen Due (gift med Ellen Banner)
- 1611-1620: Frants Due (søn af Jørgen Due og Ellen Banner)
- 1620-1620: Palle Rodsten
- 1620-1623: Georg Ernst Worm
- 1623-1638: Jørgensen Friis slægten
- 1638-1668: Knud Seefeld (gift med Karen Friis)
- 1668-1668: Borgmester Mads Poulsen (sammen med tre andre kreditorer)
- 1668-1796: Lewetzau slægten
- 1796-1797: Ole Tønder Lange, Hans Hansen og Jacob Bregendahl
- 1799-1814: Ole Tønder Lange
- 1815-1827: Sofus Peter Frederik Skeel
- 1828-1831: Niels Chr. Rasch
- 1831-1832: Maren Kragh Hviid (enke efter Niels Chr. Rasch)
- 1832-1847: Krigsråd H.P. Nielsen (gift med Maren Kragh Hviid)
- 1847-1852: Agent Nikolaj Nyholm
- 1852-1860: Carl Julius Sønnichsen
- 1860-1865: Carl Frederich Heinrich Goedecke
- 1866-1869: Henri Johan Jacob Louis Bruun de Nergaard
- 1869-1887: Claudine Karoline Elisebeth Skeel (enke efter Henri Johan Jacob Louis Bruun de Nergaard)
- 1887-1907: Otto Skeel (nevø til Claudine Karoline Elisebeth Skeel)
- 1907-1916: Hendrik Greve Bille-Brahe Selby
- 1916-1918: Etatsraad H.N. Andersen (Ø.K.s stifter og leder)
- 1918-1962: Hofjægermester Siguard Andersen (og slægtninge til denne)
- 1962-1968: Grosserer Frode Hansen
- 1968 – d.d : Major Steen Glarborg. I dag ejes Oxholm af Kirsten Vibeke Glarborg, enke efter Steen Glarborg

57°3′46.6″N 9°34′24.5″Ø / 57.062944°N 9.573472°Ø